# Georges Leblanc (général)
Pour les articles homonymes, voir Georges Leblanc.
Georges Leblanc, né le 15 août 1896 à Limoges et mort le 13 avril 1989 à Paris, est un général de corps d'armée français, grand-croix de la Légion d'honneur, titulaire de la  Distinguished Service Cross américaine.
Après avoir combattu lors de la Première Guerre mondiale, il s'illustre particulièrement au cours de la Seconde Guerre mondiale  au commandement du 1er groupe de tabors marocains (1er GTM), lors de la campagne d'Italie au sein du corps expéditionnaire français, puis au sein de la 1re armée française lors de la libération de Marseille en août 1944 et des campagnes de France et d'Allemagne.
Il combat ensuite durant la guerre d'Indochine. Nommé, en novembre 1951, commissaire de la république pour le Centre-Vietnam et commandant des forces terrestres du Centre-Vietnam (FTCV), il commande les forces françaises lors de l'opération Camargue en juillet-août 1953, l'une des plus importantes opérations de la guerre.
« Chef et combattant d'une renommée légendaire », titulaire de vingt-quatre citations, ses faits d'armes lui valent d'être élevé à la dignité de grand-croix de la Légion d'honneur en 1956 « pour services exceptionnels en Extrême-Orient ».
Il est l'un des plus prestigieux commandants des goumiers marocains durant la Seconde Guerre mondiale, au côté de Pierre Boyer de Latour et Gaston Parlange, également élevés à la dignité de grand-croix de la légion d'honneur après-guerre, et Jacques Massiet du Biest.

## Biographie

### Famille
Issu d'une famille de tradition militaire, il est le fils de Michel Émile Leblanc (1860-1914), colonel d'infanterie, et Étiennette Joséphine Marie Marquet. Son grand-père, Michel Régis Leblanc, né en 1818 à Clermont-Ferrand et mort en 1890 à Aubusson (Creuse), est capitaine de frégate, commandant la frégate à vapeur le Mogador, destinée à l'expédition de Syrie de 1860 puis capitaine de vaisseau et contre-amiral,.
Il se marie le 10 septembre 1930 à Bussy-le-Grand (Côte-d'Or) avec Jacqueline Loth (1906-1956), avec laquelle il a huit enfants, puis le 6 décembre 1969 à Vallenay (Cher) avec Christiane Tron de Bouchony.
Son père, colonel au  61e régiment d'infanterie (61e RI), est mort pour la France le 21 décembre 1914 ainsi que son frère aîné, Michel François Joseph (1893-1918), sous-lieutenant au  68e régiment d'infanterie (68e RI), le 4 avril 1918.
Son fils, Olivier Leblanc, commandeur de la légion d'honneur, est colonel dans l'infanterie .

### Première Guerre mondiale
Engagé volontaire en août 1914, Leblanc fait une brillante campagne dans l'infanterie, qu'il termine comme capitaine, à seulement 22 ans, à la 10e compagnie du 90e régiment d'infanterie. Il est blessé 3 fois et est cité 4 fois.
Le 15 avril 1919, il est nommé chevalier de la Légion d'honneur pour prendre rang au 13 novembre 1918 avec la citation suivante : « Officier d'une bravoure légendaire. A peine guéri d'une grave blessure, est revenu à la tête de sa compagnie ; le 29 octobre 1918, par son action personnelle, son exemple et ses encouragements, a réussi à maintenir son unité dans l'ordre et le calme le plus parfaits sous un bombardement d'obus de gros calibres d'une violence sans précédent, faisant l'admiration de tous par son courage, son abnégation, son esprit du devoir. Trois blessures. Quatre citations. ».

### Campagne du Maroc
En 1919, il est affecté au Maroc, au 13e régiment de tirailleurs algériens (13e RTA) puis muté au service des Affaires indigènes (AI) du Maroc en février 1921.
De 1930 à 1933, il participe aux opérations dans l'Atlas marocain avant d'être nommé chef de bureau puis chef de cercle aux Affaires indigènes.
Alors qu'il est capitaine au service des affaires indigènes du Maroc, il est promu officier de la légion d'Honneur le 31 décembre 1930 avec la citation suivante : « Capitaine au service des affaires indigènes du Maroc ; 16 ans de services, 16 campagnes, 5 blessures, 2 citations. Chevalier du 13 novembre 1918. Titres exceptionnels : le 19 juin 1930, étant à la tête d'un groupe de forces supplétives s'est emparé par surprise d'une série de positions importantes. A fait l'admiration de tous par son courage. Croix de guerre des théâtres d'opérations extérieurs avec palme. ».

### Seconde Guerre mondiale

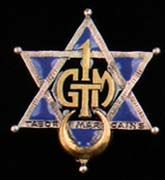
Insigne du 1er groupe de tabors marocains (1er GTM)

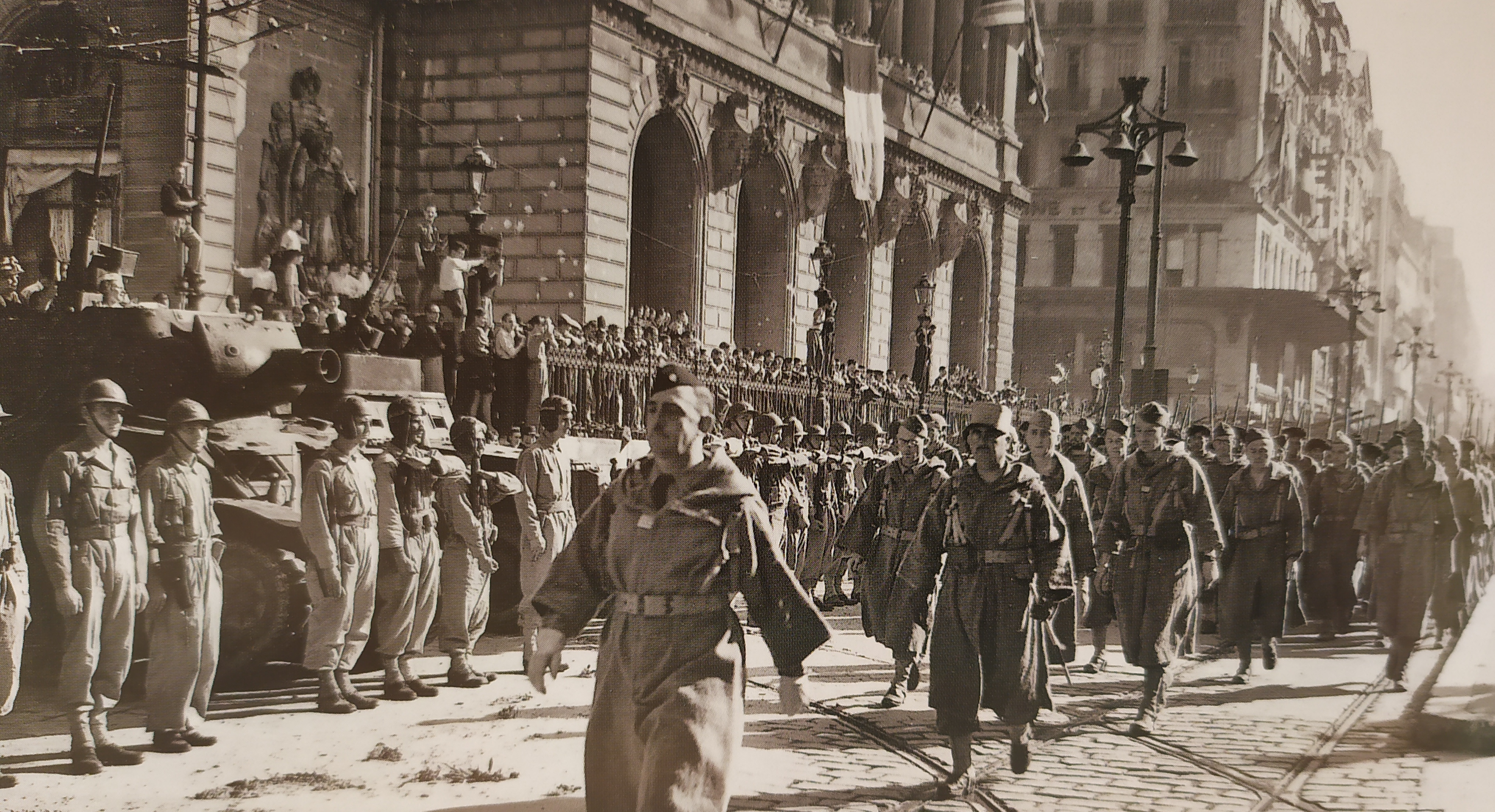
Le colonel Georges Leblanc défile à Marseille en tête du 1er GTM après la libération de la ville en août 1944

Leblanc est promu chef de bataillon en janvier 1937. Après l'armistice de juin 1940, il prend le commandement du 1er groupe de tabors marocains (1er GTM) et entraîne ses goumiers au Maroc.
Après le débarquement allié en Afrique du Nord en novembre 1942, il est promu lieutenant-colonel en décembre 1942 puis combat durant la campagne de Tunisie à la tête du 1er GTM.
Il est promu commandeur de la Légion d'honneur le 26 juillet 1943.
En avril 1944, il rejoint le corps expéditionnaire d'Italie commandé par le général Alphonse Juin. Avec le 1er GTM qu'il commande jusqu'en septembre 1945, il participe à la bataille du Garigliano  en mai 1944 puis à la prise de Rome et celle de Sienne. Après avoir été promu colonel en juin 1944, il débarque en Provence le 18 août 1944 à la tête du 1er GTM avec la 1re armée française commandée par le général de Lattre de Tassigny. Il participe aux campagnes de la libération de la France (bataille de Marseille, les Alpes, libération de Belfort, libération de Strasbourg), puis d'Allemagne (ligne Siegfried, Pforzheim, Stuttgart).
En avril 1945, il est décoré de la prestigieuse Distinguished Service Cross américaine pour sa conduite lors de la libération de Marseille. 
Promu général de brigade en février 1947, il est nommé ensuite à la tête de la région de Meknès par le maréchal Juin, alors résident général de France au Maroc.
Georges Leblanc est fait grand officier de la Légion d'honneur le 11 juillet 1947.

### Guerre d'Indochine (1951-1954)

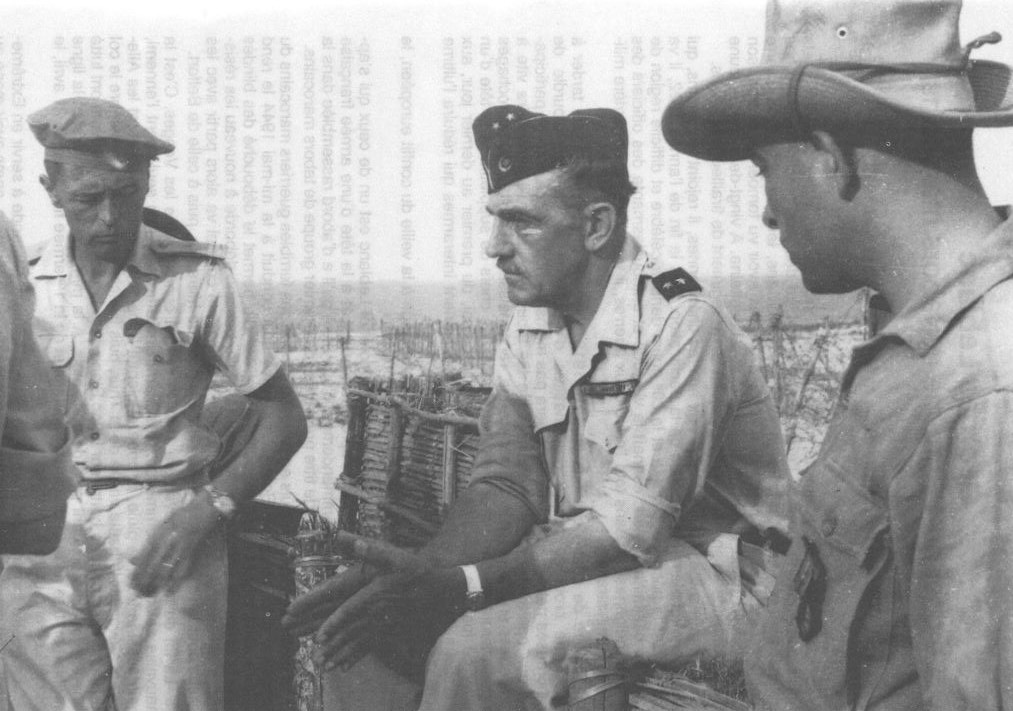
Georges Leblanc en mai 1952 en Indochine

En 1951, il est appelé par de Lattre de Tassigny pour servir en Indochine et quitte le Maroc.
Début novembre 1951, il remplace le général Lorillot à Hué puis le 23 novembre 1951, il est nommé commissaire de la république pour le Centre-Vietnam et commandant des forces terrestres du Centre-Vietnam (FTCV) (Annam).
Il est promu général de division en 1952.
En juillet-août 1953, Leblanc commande les forces françaises lors de l'opération Camargue, l'une des plus importantes opérations de la guerre.
Il quitte l'Indochine fin 1953.

### Après-guerre
En juillet 1955, il est nommé directeur de la Sécurité et de l'Intérieur au Maroc (ministre de l'Intérieur du protectorat) puis promu général de corps d'armée le même mois.
En désaccord avec la politique gouvernementale au Maroc, il demande à être relevé de son poste et est nommé en novembre 1955 au commandement de la IVe région militaire (Bordeaux), qu'il conserve jusqu'au 14 août 1956.
Georges Leblanc est élevé à la dignité de grand-croix de la légion d'Honneur en octobre 1956 « pour services exceptionnels en Extrême-Orient »,. Sa décoration lui est remise au musée des Goums à Montsoreau par le Maréchal Alphonse Juin.
Lorsqu'il prend sa retraite en août 1956, Maurice Bourgès-Maunoury, président du Conseil des ministres, rend hommage à « un chef et un combattant d'une renommée légendaire » dans une lettre qu'il lui adresse le 11 août 1956.
Il se retire dans son domaine de Laubard situé à Alleyrat (Creuse) et s'occupe de sa ferme. Il est premier adjoint de la commune de 1971 à 1983.
Il meurt le 13 avril 1989 à Paris. Ses obsèques se déroulent le lundi 17 avril 1989 en l'église Saint-Louis-des-lnvalides. Il est inhumé à Laubard dans le caveau familial.
Grand-Croix de la Légion d'Honneur, six fois blessé, Georges Leblanc totalise avec ses trois croix de guerre (1914-1918, Théâtres d'opérations extérieurs (TOE), 1939-1945), 24 citations dont 14 à l'ordre de l'armée.
Jusqu'à sa mort il est président d'honneur de la Koumia, association des anciens des goums marocains et des affaires indigènes en France, créée en 1952.

## Hommages
« Au moment où s'achève dans l'armée active votre carrière de quarante-deux années, je tiens à rendre hommage à l'exceptionnelle valeur de vos services. Héroïque officier d'infanterie de 1914-1918, hardi chef de goumiers au Maroc entre les deux guerres, magnifique commandant du 1er Groupe de Tabors marocains en 1943-45, fin politique et manœuvrier habile au centre Viêt-Nam en 1952-54 vous avez été un chef et un combattant d'une renommée légendaire, dont les 24 citations et les 6 blessures représentent, dans le cadre des officiers généraux, un glorieux record. De plus, dans tous les postes que vous avez occupés, vos hautes qualités humaines et professionnelles, votre souple intelligence, l'énergie, la distinction la droiture de votre caractère vous ont valu les plus belles réussites ainsi que Ia confiance, le respect et l'affection de tous. Je vous exprime la reconnaissance de l'Armée et du pays pour les services éminents que vous avez rendus. »
— Lettre de Maurice Bourgès-Maunoury, président du Conseil des ministres, à Georges Leblanc, 11 août 1956

## Distinctions

### Décorations françaises
- Grand-croix de la Légion d'honneur (16 octobre 1956) ; chevalier (13 novembre 1918), officier (1er janvier 1931), commandeur (26 juillet 1943), grand officier (11 juillet 1947)
- Croix de guerre 1914–1918 (5 citations dont 2 à l'ordre de l'armée)
- Croix de guerre 1939–1945 (7 citations dont 5 à l'ordre de l'armée)
- Croix de guerre des Théâtres d'opérations extérieurs (Maroc : 8 citations dont 2 à l'ordre de l'armée ; Indochine : 4 citations dont 2 à l'ordre de l'armée)
- Insigne des blessés militaires

### Décorations étrangères
- Distinguished Service Cross (États-Unis) (2 avril 1945)

### Ouvrages
- Paul Gaujac, Les goums marocains 1941-1945, l'Esprit du temps, 2021
- Michel Wattel et Béatrice Wattel (préf. André Damien), Les Grand’Croix de la Légion d’honneur : De 1805 à nos jours, titulaires français et étrangers, Paris, Archives et Culture, 2009, 701 p. (ISBN 978-2-35077-135-9).
- Jean Guérin, Des hommes et des activities autour d'un demi-siècle, éditions B.E.B., 1957. Lettre-préface de François Mauriac.

### Articles
- « Décès du général Leblanc », dans La Koumia : Bulletin de l'Association des anciens des goums marocains et des affaires indigènes en France, n° 114, 1989, pp. 4-26 (→ lire en ligne)
- « Georges Leblanc - Le chef du 1er groupe de tabors marocains », revue Troupes d'élite, janvier 1987.
- Le général Leblanc remplace le général Lorillot à Hué, Le Monde, 7 novembre 1951
- Le conseil des ministres nomme le général Leblanc directeur des services de sécurité au Maroc, Le Monde, 7 juillet 1955
- Le général Leblanc directeur de l'intérieur à Rabat reçoit sa quatrième étoile, Le Monde, 21 juillet 1955